# Joseph Jefferson Farjeon
Pour les articles homonymes, voir Farjeon.
Œuvres principales
- Le Numéro 17 (1926)

Joseph Jefferson Farjeon (Londres, 4 juin 1883 - Hove, Sussex, 6 juin 1955) est un scénariste et un auteur britannique de roman policier et de roman d'aventures.  Il signe presque toutes ses œuvres J. Jefferson Farjeon.  Il a également employé le pseudonyme Anthony Swift pour trois romans.

## Biographie
Lointain descendant du président américain Thomas Jefferson par sa mère, il est le fils de l'écrivain Benjamin Farjeon. Il reçoit une éducation de qualité, grâce à un précepteur privé, puis par la fréquentation des meilleures écoles.  
À partir de 1910, année où il publie sa première nouvelle, il travaille dans le milieu de l'édition.  Son premier roman policier, The Master Criminal (1924), est le récit de deux frères ennemis : l'un représentant le Bien ; l'autre, le mal.  En 1931, il amorce la série de Ben le vagabond, un insolite limier qui sait pourtant résoudre les intrigues les plus complexes.  Il est également le créateur de l'inspecteur Kindall pour deux romans et fait évoluer le détective X Crook dans plusieurs nouvelles.
Son roman Le Numéro 17 (1926), que Farjeon avait adapté lui-même pour la scène, est repris au cinéma par Alfred Hitchcock en 1932 sous le titre Numéro dix-sept (Number Seventeen).

## Œuvre

### Romans

#### SérieBen le vagabond
- Murderer's Trail (1931)
- The House Opposite (1931)
- Ben Sees It Through (1932)
- Little God Ben (1935)
- Detective Ben (1936)
- Ben on the Job (1952) Publié en français sous le titre Ben détective, Paris, Librairie des Champs-Élysées, Le Masque no 449, 1953

#### SérieInspecteur Kindall
- Thirteen Guests (1938) Publié en français sous le titre 13 invités, Paris, Librairie des Champs-Élysées, Le Masque no 605, 1958 ; réédition, Paris, Librairie des Champs-Élysées, coll. Club des Masques no 233, 1975
- Seven Dead (1939) Publié en français sous le titre La Ronde de nuit, Alger, Éditions Colnem, coll. Vampire, 1946

#### Autres romans
- The Master Criminal (1924)
- Little Things That Happen (1925)
- Uninvited Guests (1925)
- No 17 (1926) Publié en français sous le titre Le Numéro 17, Paris, Librairie des Champs-Élysées, Le Masque no 436, 1953
- At the Green Dragon (1926)
- The Crook's Shadow (1927)
- More Little Happenings (1928)
- The House of Disappearance (1928)
- Shadows by the Sea (1928) Publié en français sous le titre L'Épave tragique, Paris, Librairie des Champs-Élysées, Le Masque no 194, 1935
- Underground (1929)
- The 5:18 Mystery (1929)
- The Appointed Date (1929)
- The Person Called Z (1930) Publié en français sous le titre "Z", Paris, Librairie des Champs-Élysées, Le Masque no 146, 1933
- The Mystery on the Moor (1930)
- The Z Murders (1932)
- Trunk Call (1932)
- Old Man Mystery (1933) Publié en français sous le titre Les Crimes de l'homme sans bras, Paris, Éditions de France, coll. À ne pas lire la nuit no 26, 1933
- Sometimes Life's Funny (1933)
- The Mystery of the Creek (1933)
- Dead Man's Heath (1933)
- The Fancy Dress Ball (1934)
- The Windmill Mystery (1934)
- Sinister Inn (1934)
- Mountain Mystery (1935) Publié en français sous le titre Le Mystère de la montagne, Paris, R. Simon, coll. La Voile, 1939
- Holiday Express (1935)
- Dangerous Beauty (1936)
- Mystery in White (1937)
- Holiday at Half Mast (1937)
- Dark Lady (1938)
- End of an Author (1938)
- Exit John Horton (1939)
- Aunt Sunday Sees It Through (1940)
- Room Number Six (1941) Publié en français sous le titre Chambre numéro six, Paris, Librairie des Champs-Élysées, Le Masque no 591, 1957
- The Third Victim (1941)
- Death in the Inkwell (1942)
- The Judge Sums Up (1942)
- The House of Shadows (1943)
- Greenmask (1944)
- Black Castle (1945)
- The Oval Table (1946)
- Peril in the Pyrenees (1946)
- Back To Victoria (1947)
- The Adventure at Eighty (1948)
- Prelude To Crime (1948)
- The Impossible Guest (1949)
- The Shadow of Thirteen (1949)
- The Disappearances of Uncle David (1949)
- Cause Unknown (1950)
- The House Over the Tunnel (1951)
- The Adventure For Nine (1951)
- Number Nineteen (1952)
- The Double Crime (1953) Publié en français sous le titre Double Erreur, Paris, Librairie des Champs-Élysées, Le Masque no 537, 1956
- Money Walks (1953)
- Castle of Fear (1954) Publié en français sous le titre Sombre Nuit, Paris, Librairie des Champs-Élysées, Le Masque no 566, 1957
- The Caravan Adventure (1955)

#### Romans signés Anthony Swift
- Interrupted Honeymoon (1939)
- Murder at Police Station (1940) Publié en français sous le titre L'Insaisissable Meurtrier, Alger, Éditions Colnem, coll. Vampire, 1946
- November 6th at Kersea (1945)

### Nouvelles

#### Recueil de nouvelle de la sérieDétective X Crook
- The Cases of Detective X Crook (1927)

#### Nouvelles isolées de la sérieDétective X Crook
- A Race for Life (1926)
- The Deserted Inn (1926)
- Caleb Comes Back (1926)
- In the Diamond Line (1927)

#### Autres nouvelles isolées
- Three Proposals (1910)
- The Adventure Hunters (1922)
- Laying the Giant (1922)
- Poetry and Pots (1922)
- The Dragon in Green (1922)
- Horses and Dogs (1922)
- The Lady of the Sweet Stall (1922)
- If... We All Four Met (1922)
- Our Last Princes (1922)
- The Mystery of Mr. Abbs (1923)
- Six Little Tennis Balls (1928)
- The Photograph (1928)
- Chestnuts (1928)
- Haunting by Science (1929)
- Diary of a Sportsman (1930)
- Whose Ball? (1931)
- Gamblers All (1933)
- On Loan (1934)
- The Last Journey (1936)
- Blackmail (1937)
- The Flaw (1939)
- The Talisman (1939)
- Up the Water Pipe (1948)
- A Bob Sugg Adventure (1949)
- The Man Who Shot at Cats (1952)
- The Seventh Guest (1952)
- The Gambler Hates Rats (1952) Publié en français sous le titre La Phobie des rats, Paris, Fayard, Le Saint détective magazine no 122, avril 1965

## Adaptations au cinéma
- 1932 : Numéro dix-sept par Alfred Hitchcock
- 1936 : The Last Journey (en) par Bernard Vorhaus

## Sources
- Jacques Baudou et Jean-Jacques Schleret, Le Vrai Visage du Masque, vol. 1, Paris, Futuropolis, 1984, 476 p. (OCLC 311506692), p. 187-188.